# Valery Fernández
Valery Fernández Estrada (L'Escala, 23 novembre 1999) è un calciatore spagnolo, centrocampista del Real Saragozza.

## Caratteristiche tecniche
È un'ala destra.

## Carriera
Ha esordito fra i professionisti il 26 agosto 2018 disputando con il Peralada l'incontro di Segunda División B pareggiato 2-2 contro il Sabadell.
Il 2 dicembre 2018 ha esordito nella Liga giocando con il Girona il match pareggiato 1-1 contro l'Atlético Madrid.

## Statistiche

### Presenze e reti nei club
Statistiche aggiornate all'8 agosto 2025.
| Stagione        | Squadra         | Campionato      | Campionato | Campionato | Coppe nazionali | Coppe nazionali | Coppe nazionali | Coppe continentali | Coppe continentali | Coppe continentali | Altre coppe | Altre coppe | Altre coppe | Totale | Totale | Totale |
| Stagione        | Squadra         | Comp            | Pres       | Reti       | Comp            | Pres            | Reti            | Comp               | Pres               | Reti               | Comp        | Pres        | Reti        | Pres   | Reti   |        |
| --------------- | --------------- | --------------- | ---------- | ---------- | --------------- | --------------- | --------------- | ------------------ | ------------------ | ------------------ | ----------- | ----------- | ----------- | ------ | ------ | ------ |
| 2018-2019       | Peralada        | SDB             | 8          | 1          |                 | -               | -               |                    | -                  | -                  |             | -           | -           | 8      | 1      |        |
| 2018-2019       | Girona          | PD              | 17         | 0          | CR              | 5               | 1               |                    | -                  | -                  |             | -           | -           | 22     | 1      |        |
| 2019-2020       | Girona          | SD              | 8+3        | 0          | CR              | 0               | 0               |                    | -                  | -                  |             | -           | -           | 11     | 0      |        |
| 2020-2021       | Girona          | SD              | 15+1       | 2+0        | CR              | 3               | 2               |                    | -                  | -                  |             | -           | -           | 19     | 4      |        |
| 2021-2022       | Girona          | SD              | 25+3       | 1+0        | CR              | 1               | 0               |                    | -                  | -                  |             | -           | -           | 29     | 1      |        |
| 2022-2023       | Girona          | PD              | 25         | 0          | CR              | 2               | 0               |                    | -                  | -                  |             | -           | -           | 27     | 0      |        |
| 2023-2024       | Girona          | PD              | 27         | 2          | CR              | 5               | 2               |                    | -                  | -                  |             | -           | -           | 32     | 4      |        |
| Totale Girona   | Totale Girona   | Totale Girona   | 117+8      | 5          |                 | 16              | 5               |                    | -                  | -                  |             | -           | -           | 140    | 9      |        |
| 2024-2025       | Maiorca         | PD              | 18         | 2          | CR              | 1               | 0               |                    | -                  | -                  |             | -           | -           | 19     | 2      |        |
| 2025-2026       | Real Saragozza  | SD              | -          | -          | CR              | -               | -               |                    | -                  | -                  |             | -           | -           | -      | -      |        |
| Totale carriera | Totale carriera | Totale carriera | 143+8      | 8          |                 | 17              | 5               |                    | -                  | -                  |             | -           | -           | 167    | 12     |        |